# Bodry (1938)
Bodry (en ruso: Бодрый, lit. 'Sprightly') fue uno de los destructores de la clase Gnevny (oficialmente conocido como Proyecto 7) construidos para la Armada Soviética a finales de la década de 1930. Completado en 1938, fue asignado a la Flota del Mar Negro. Después de la invasión alemana de la Unión Soviética (Operación Barbarroja) en junio de 1941, el barco cubrió la evacuación de la Flotilla del Danubio a Odesa al mes siguiente. Durante el sitio de Odesa, transportó tropas y suministros mientras brindaba apoyo de fuego pesado con su armamento principal a los defensores y luego ayudó a evacuarlos en octubre. Durante el asedio de Sebastopol, realizó el mismo tipo de misiones y luego participó en la batalla de la península de Kerch a finales de 1941. El barco bombardeó a las tropas alemanas en enero de 1942 antes de comenzar las reparaciones el mes siguiente. El Bodry sufrió graves daños durante un ataque aéreo alemán en julio y estuvo en reparación hasta finales de 1944.
El barco se modernizó después de la guerra antes de convertirse en un buque objetivo en 1956 y luego en un buque escuela en 1959. Fue desguazado en algún momento a principios de la década de 1960.

## Diseño y desarrollo
Después de construir los destructores de clase Leningrado, grandes y costosos de 40 nudos (74 km/h), la Armada soviética buscó la asistencia técnica de Italia para diseñar destructores más pequeños y más baratos. Obtuvieron la licencia de los planos de los destructores italianos de la clase Folgore y, al modificarlos para sus propósitos, sobrecargaron un diseño que ya era algo poco estable.
Los destructores de la clase Gnevnys tenían una eslora total de 112,8 metros, una manga de 10,2 metros y un calado de 4,8 metros a toda carga. Los buques tenían un sobrepeso significativo, casi 200 toneladas más pesados de lo diseñado, desplazando 1612 toneladas con carga estándar y 2039 toneladas a toda carga. Su tripulación constaba de 197 oficiales y marineros en tiempo de paz y 236 en tiempo de guerra.
Los buques contaban con un par de turbinas de vapor con engranajes, cada una impulsaba una hélice, capaz de producir 48 000 ihp en el eje (36 000 kW) usando vapor de tres calderas de tubos de agua que estaba destinado a darles una velocidad máxima de 37 nudos (69 km/h). Los diseñadores habían sido conservadores al calificar las turbinas y muchos, pero no todos, los buques excedieron fácilmente su velocidad diseñada durante sus pruebas de mar. Las variaciones en la capacidad de fueloil significaron que el alcance de los destructores de la clase Gnevny variaba entre 1670 y 3145 millas náuticas (3093 a 5825 km; 1922 a 3619 millas) a 19 nudos (35,00 km/h). El Brodry demostró tener un alcance de 2190 millas náuticas (4060 km) a esa velocidad.
Tal y como estaban construidos, los buques de la clase Gnevny montaban cuatro cañones B-13 de 130 mm en dos pares de monturas individuales superfuego a proa y popa de la superestructura. La defensa antiaérea corría a cargo de un par de cañones 34-K AA de 76,2 mm en monturas individuales y un par de cañones AA 21 K de 45 mm, así como dos ametralladoras AA DK o DShK de 12,7 mm. Así mismo, llevaban seis tubos lanzatorpedos de 533 mm en dos montajes triples giratorios; cada tubo estaba provisto de una recarga. Los barcos también podían transportar un máximo de 60 o 95 minas y 25 cargas de profundidad. Estaban equipados con un juego de hidrófonos Marte para la guerra antisubmarina, aunque eran inútiles a velocidades superiores a tres nudos (5,6 km/h). Los buques estaban equipados con dos paravanes K-1 destinados a destruir minas y un par de lanzadores de cargas de profundidad.

### Modificaciones
Sus primeros cañones modelo B-13 fueron reemplazados por los del segundo modelo en abril de 1941. Cuando se completaron sus reparaciones en 1944, el armamento antiaéreo del Bodry consistía en dos montajes 34-K, cinco cañones antiaéreos de 37 milímetros M1939 (61-K) en monturas individuales, dos monturas dobles para sendas ametralladoras Browning M1921 de 12,7 mm refrigeradas por agua, proporcionados por la Ley de Préstamo y Arriendo, y dos monturas individuales para ametralladoras DShK. Al final de la guerra, contaba con un sistema ASDIC británico, un radar de búsqueda Tipo 291 y un radar de control de tiro Tipo 284. Después de la guerra, todos sus cañones AA fueron reemplazados por ocho versiones V-11M refrigeradas por agua del cañón 70-K en montajes gemelos.

## Historial de operaciones
Construido en el Astillero N.º 198 de Nikolayev (Andre Marti (Sur) como astillero número 314, se inició su construcción el 31 de diciembre de 1935 y se botó el 1 de agosto de 1936, fue el primero de su clase construido en el astillero. El buque fue aceptado en la Armada soviética el 6 de noviembre de 1938 y asignado a la Flota del Mar Negro el 1 de marzo de 1939. Pasó gran parte del año siguiente en reparaciones, reacondicionándose desde junio de 1939 hasta abril de 1940 en el Astillero N.º 198 y nuevamente en agosto-octubre en el Astillero N.º 201 en Sebastopol. El destructor visitó el puerto rumano de Constanza en junio de 1940.
Cuando los alemanes invadieron la Unión Soviética el 22 de junio de 1941, el barco fue asignado a la 2.ª División de Destructores. Ese día, el destructor estaba en Sebastopol limpiando sus calderas. El 9 de julio, la 2.ª División de Destructores, que incluía al destructor líder Járkov, el Bodry y sus buques gemelosː el Bezuprechny, Boyky y Besposhchadny, hicieron un intento infructuoso de interceptar los envíos del Eje cerca de Fidonisi.
Los días 19 y 20 de julio, junto con el crucero ligero Komintern, el destructor de la clase Leningrado Járkov y los destructores Smyshleny y Shaumyan, así como numerosas embarcaciones más pequeñas cubrieron la retirada de la Flotilla del Danubio a Odesa. Mientras bombardeaba posiciones del Eje el 19, 26 y 27 de agosto y del 9 al 13 de septiembre, un proyectil del Eje dañó el destructor levemente el 9 de septiembre. El barco también transportó suministros a Odesa y escoltó a los transportes que transportaban a la 157.ª División de Fusileros de Novorossíisk a Odesa del 16 al 21 de septiembre. Dos semanas después, ayudó a escoltar los buques que evacuaban la división de Odesa a Sebastopol del 3 al 6 de octubre. En preparación para la evacuación de Odesa, colocó 48 minas el 14 de octubre, bombardeó a las tropas del Eje al día siguiente y ayudó a evacuar a los defensores de la ciudad el día 16.
Mientras brindaba apoyo con disparos navales a las tropas soviéticas el 31 de octubre, el Bodry fue atacado por bombarderos en picado Junkers Ju 87 Stuka del StG 77. Si bien no fue alcanzado directamente, varias explosiones cercanas lo rociaron con fragmentos de metralla, matando a 4 tripulantes e hiriendo a otros 49. El 3 de noviembre, el buque fue enviado a Poti (Georgia), para efectuar reparaciones que se completaron el 17. Posteriormente ayudó a transportar la 388.ª División de Fusileros de Novorosiísk a Sebastopol del 7 al 13 de diciembre. El 21 de diciembre transportó 340 soldados, seis cañones antitanque y 35 toneladas de munición a Sebastopol. Después de su llegada, el barco bombardeó a las tropas alemanas cerca de la ciudad con 298 proyectiles de su armaneto principales los días 21 y 22 de diciembre. Los días 29 y 30 de diciembre, el Bodry escoltó refuerzos durante la batalla de la península de Kerch.
El 12 de enero de 1942, el destructor escoltó al acorazado Parizhskaya Kommuna mientras bombardeaba objetivos cerca de Stary Krym mientras aportaba 86 proyectiles propios. El 21 de enero, utilizó 88 proyectiles de su armamento principal en bombardear objetivos cerca de Feodosia. El barco recibió una breve reparación en Tuapsé del 28 de enero al 2 de febrero. Posteriormente, estuvo en reparación en Poti desde febrero hasta que los bombarderos alemanes lo dañaron gravemente el 16 de julio. El Bodry fue alcanzado por tres bombas que destruyeron el montaje del tubo lanzatorpedos de popa y el telémetro del costado y rompieron su quilla. Gravemente inundado, fue atracado en dique seco para reparaciones, pero su popa se rompió cuando se bombeó el agua. El buque estuvo en reparación hasta el 31 de diciembre de 1944. Durante la guerra, disparó un total de 1332 proyectiles con sus cañones principales y colocó 50 minas.
Después de la guerra, el Bodry reemplazó su electrónica proporcionada por la Ley de Préstamo y Arriendo por sistemas soviéticos y sufrió un completo proceso de modernización que se extendió desde 1951 hasta el 31 de diciembre de 1953. Fue reclasificado como barco objetivo el 17 de febrero de 1956 y rebautizado como TsL-3. El 13 de octubre de 1959, el barco se convirtió en un buque escuela estacionario y pasó a llamarse UTS-8; fue desguazado en algún momento de la década de 1960.